# IC 3331
IC 3331 је спирална галаксија у сазвјежђу Дјевица која се налази на листи објеката дубоког неба у Индекс каталогу.
Деклинација објекта је + 11° 48' 45" а ректасцензија 12h 26m 5,3s. Привидна величина (магнитуда) објекта IC 3331 износи 14,4 а фотографска магнитуда 15,3. IC 3331 је још познат и под ознакама MCG 2-32-43, CGCG 70-70, VCC 870, KUG 1223+120, PGC 40638.